# Кала (Таджикабадский район)
Кала (Калаи Лабиоб; тадж. Қалъа) — деха́ (сельский населённый пункт) в Таджикабадском районе РРП Таджикистана. Входит в состав сельской общины (джамоата дехота) Калаи-Лабиоб. Расстояние от села до центра района (пгт Таджикабад) — 1 км, до центра джамоата (пгт Таджикабад) — 1 км. Население — 2036 человек (2017 г.), таджики. Население в основном занято сельским хозяйством (животноводство и растениводство). Земли орошаются главным образом водами горных источников.
В 1936–1949 гг. был центром Калаи-Лябиобского района.